# Amt Sankt Amarin
Das Amt Sankt Amarin (auch: Vogtei Sankt Amarin) war ein Amt der Fürstabtei Murbach.

## Geografie

### Lage
Das Amt Sankt Amarin erstreckte sich entlang des Oberlaufs der Thur in den Vogesen. Hauptort war die einzige im Amt gelegene Stadt, Sankt Amarin. Sankt Amarin war das größte Amt der Fürstabtei Murbach, sowohl hinsichtlich der Fläche als auch der Zahl der zugehörigen Ortschaften.

### Bestandteile
Zum Amt Sankt Amarin gehörten:
| Siedlungs- form | Bezeichnung deutsch | Bezeichnung französisch | Anmerkung                            |
| --------------- | ------------------- | ----------------------- | ------------------------------------ |
| Dorf            | Altenbach           | Altenbach               |                                      |
| Dorf            | Bitschweiler        | Bitschwiller-lès-Thann  |                                      |
| Dorf            | Felleringen         | Fellering               |                                      |
| Burg            | Freundstein         | Château du Freundstein  | ½ zu Lehen an die Herren von Waldner |
| Burg            | Friedburg           | Château de Freidbourg   |                                      |
| Dorf            | Geishausen          | Geishouse               |                                      |
| Dorf            | Goldbach            | Goldbach                |                                      |
| Dorf            | Husseren-Wesserling | Husseren-Wesserling     |                                      |
| Dorf            | Krüt                | Kruth                   |                                      |
| Dorf            | Malmerspach         | Malmersbach             |                                      |
| Dorf            | Mitzach             | Mitzach                 |                                      |
| Dorf            | Mollau              | Mollau                  |                                      |
| Dorf            | Moosch              | Moosch                  |                                      |
| Dorf            | Odern               | Oderen                  |                                      |
| Dorf            | Ranspach            | Ranspach                |                                      |
| Stadt           | Sankt Amarin        | Sain-Amarin             |                                      |
| Burg            | Störenburg          | Château de Stoerenbourg | Lehen an die Herren von Stör         |
| Dorf            | Storkensauen        | Storckensohn            |                                      |
| Dorf            | Urbis               | Urbès                   |                                      |
| Dorf            | Weiler              | Willer-sur-Thur         |                                      |
| Burg            | Wildenstein         | Château de Wildenstein  |                                      |
| Dorf            | Wildenstein         | Wildenstein             | Gründung des 17. Jahrhunderts        |

## Funktion
In Mittelalter und Früher Neuzeit waren Ämter eine Ebene zwischen den Gemeinden und der Landesherrschaft. Die Funktionen von Verwaltung und Rechtsprechung waren hier nicht getrennt. Dem Amt stand in der Fürstabtei Murbach ein Vogt oder „Schaffner“ vor, der von der Landesherrschaft – dem Fürstabt – eingesetzt wurde.

## Geschichte
Die Vogtei Sankt Amarin entstand im Laufe des Spätmittelalters, als die Fürstäbte für die Verwaltung ihres Landes einerseits zunehmend von den feudalen Strukturen Abstand nahmen und auf eingesetzte und leichter ablösbare „Beamte“ setzten, und zum anderen eine Politik der territorialen Konsolidierung verfolgten: Weit abgelegene Besitzungen und Rechte wurden verkauft und im Kernbereich der Fürstabtei versucht, Rechte und Besitz anderer aufzukaufen, ein Prozess der sich zum Teil bis in das 16. Jahrhundert hineinzog. Daraus entstand unter anderem die Vogtei Sankt Amarin. Die beiden anderen Ämter der Fürstabtei waren Gebweiler und Wattweiler. Die Vogtei Sankt Amarin bestand bis zum Ende des 18. Jahrhunderts, als die Fürstabtei in der Französischen Revolution unterging und die Verwaltung modernere Strukturen erhielt.
Eine besondere Stellung nahm die Gemeinde Oderen ein, die sich auf althergebrachte Privilegien berief. Das grundlegende Dokument dazu war aber vermutlich eine Fälschung aus dem 15. Jahrhundert.